# 下野竜也
下野 竜也（しもの たつや、1969年12月25日 - ）は、日本のクラシック音楽の指揮者。広島交響楽団音楽総監督、広島ウインドオーケストラ音楽監督、NHK交響楽団正指揮者。

## 人物
鹿児島県鹿児島市出身。鹿児島市立田上小学校、鹿児島市立武中学校、鹿児島県立甲南高等学校、鹿児島大学教育学部音楽科卒業。当初は社会科教師になろうと考えていたが、指揮者になることを決意し、桐朋学園大学音楽学部附属指揮教室で指揮を学ぶ。のちイタリアのキジアーナ音楽院指揮科でディプロマ取得。
1997年から1999年まで、朝比奈隆音楽監督時代の大阪フィルハーモニー交響楽団で指揮研究員を務める。1999年文化庁派遣芸術家在外研修員に選ばれ、同年9月より1年間ウィーン国立音楽大学に留学、その後も2001年6月まで在籍した。
2000年に東京国際音楽コンクールで優勝。
2001年には小澤征爾が優勝したことでも知られるフランスのブザンソン国際指揮者コンクールで優勝。
その後、2008年2月の定期演奏会でNHK交響楽団を、同8月のサイトウ・キネン・フェスティバル松本でサイトウ・キネン・オーケストラを指揮するなど（2010年9月の同フェスティバル、12月のニューヨーク・カーネギーホールでのコンサートでも小澤征爾の代役として一部演目で同オーケストラを指揮）、現在では国内の主なオーケストラを多く指揮している。また、イタリアやフランスを中心にヨーロッパでも活動している。
デビューCDである『大栗裕作品集』（大阪フィルハーモニー交響楽団 / ナクソス）は、2003年にワールド・リリースされた。2004年9月には、川久保賜紀のヴァイオリン独奏、新日本フィルハーモニー交響楽団との協演でメンデルスゾーンとチャイコフスキーのヴァイオリン協奏曲のCD（エイベックス・クラシック）をリリース。2006年7月には、大阪フィルハーモニー交響楽団とのブルックナー交響曲第0番のCD（エイベックス・クラシック）がリリースされた。
2006年11月、新設された読売日本交響楽団の正指揮者のポストに3年の契約で就任した。この就任披露演奏会のライブCD（バッハ/斎藤秀雄編曲『シャコンヌ』、コリリアーノ『交響曲第1番』）が、2008年3月エイベックス・クラシックからリリースされている。正指揮者のポストは2013年3月まで延長されたのち、同4月からは首席客演指揮者を務めた（2017年3月まで）。同オーケストラでは、2007年から2012年にかけて日本国内のオーケストラ・日本人の指揮者としては初となるドヴォルザークの交響曲全曲演奏に取り組んだ。
2007年4月に上野学園大学音楽学部教授に就任、2016年7月まで務めた。
2009年10月にはチェコ・フィルハーモニー管弦楽団の定期演奏会に客演し、そのライブ録音でR･シュトラウスの交響詩『英雄の生涯』が2010年6月にリリースされた。
2011年1月、広島市を拠点に活動する吹奏楽団である広島ウインドオーケストラの音楽監督に就任。
2014年4月から2017年4月まで京都市交響楽団常任客演指揮者、2017年4月から2020年3月まで同団常任首席客演指揮者として活躍した。
2017年4月から2023年3月まで京都市立芸術大学音楽学部教授。
2017年4月から広島交響楽団音楽総監督
2018年4月、NHK-FM放送「吹奏楽のひびき」の毎月最終週放送分を「マエストロ下野竜也の吹奏楽LOVE」として担当。
2023年10月、NHK交響楽団正指揮者に就任。
2024年4月、広島交響楽団桂冠指揮者、札幌交響楽団首席客演指揮者に就任。

## スタイル
楽譜の丹念な読み込みと研究に定評がある。

## 受賞歴
- 2002年 第10回渡邉暁雄音楽基金音楽賞[3]
- 2002年 第12回出光音楽賞[16]
- 2006年 第17回新日鉄音楽賞フレッシュアーティスト賞[3]
- 2007年 第6回齋藤秀雄メモリアル基金賞
- 2013年 第63回芸術選奨文部科学大臣賞[17]
- 2013年 第46回MBC賞
- 2014年 第44回東燃ゼネラル音楽賞奨励賞[18]
- 2016年 第67回南日本文化賞特別賞